# Turó de la Peira (muntanya)
El turó de la Peira o de Montadell és un turó de Barcelona, al districte de Nou Barris; entre els antics termes de Sant Andreu de Palomar i Sant Joan d'Horta i entre les antigues rieres d'Horta i de Parellada. Als seus vessants s'aixequen els barris de Can Peguera i del turó de la Peira. El nom prové de Ca la Peira, una masia que hi havia entre la riera d'Horta i el torrent de can Mariner. El 1936 s'inaugurà el parc del Turó de la Peira, i el 1947 es començaren a construir els blocs de cases del voltant. Al cim del turó hi ha una gran creu de ferro i un mirador des d'on hi ha una vista panoràmica de Barcelona.
És considerat un dels set turons de Barcelona, xifra presa per imitació dels set turons de Roma.

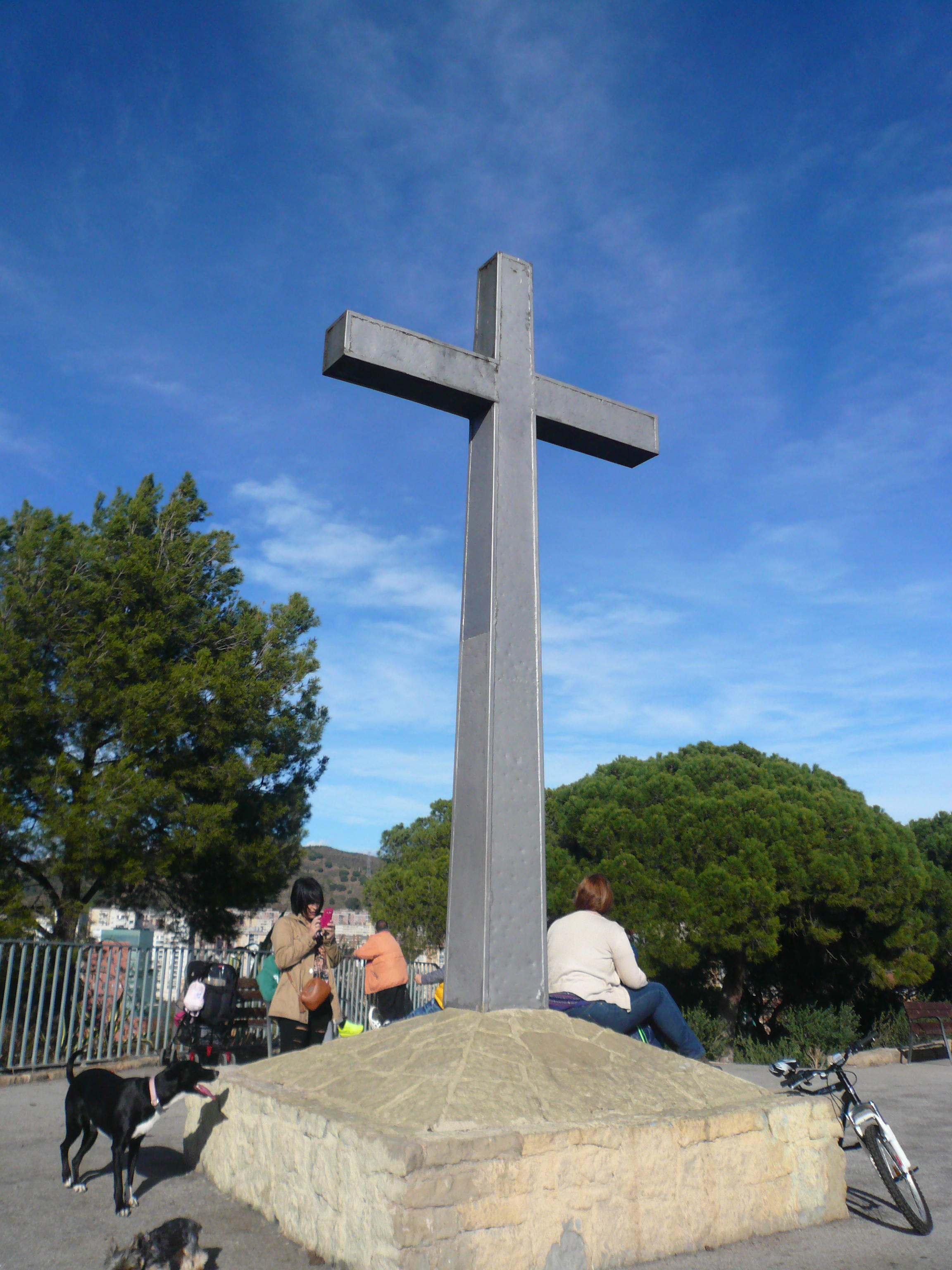
La creu del cim del turó